# الصلتان العبدي
هو قثم بن خبية بن قثم بن كعب بن سلمان بن عباد بن عبد الله بن عمرو بن هجرس بن ثعلبة بن عامر بن ظفر بن الديل بن عمرو بن وديعه بن لكيز بن أفصى بن عبد القيس.
ويتفق هذا النسب مع ما يقوله البغدادي من أن الصلتان من بني الهجرس ويرى المرزباني ان اسمه عمرو ولقب الصلتان بهذا اللقب لبيت قاله في قصيدته المشهورة، وهناك شعراء يحملون هذا اللقب منهم : الصلتان الفهمي، والصلتان السعدي، أما لفظ صلتان ففيه معنى النشيط، والحديد الفؤاد.

## سيرته
شارك الصلتان في الأحداث السياسية وأيد موقف على بن أبي طالب  ولهذا لم يكن راضيا عن قضية التحكيم، وكان ضد الخوارج وأبدى إعجابه باختيار المعلب قائدا لقتالهم، ولم يكن مرتاحا للتنازع بين الفرق الإسلامية وشارك وفد البحرين الذي حضر إلى بلاط عبد الملك بن مروان

## حادثة التحكيم
والصلتان شاعر مشهور في عبد القيس، وعاصر الشاعرين الكبيرين الفرزدق وجرير، وله شعر في الحكم والقيم والوصايا والأمثال وتجلت حكمته وتأمله ووفرة أمثاله في قصيدته اليائية التي كانت وصية لابنه، وهذه القصيدة طويلة حسنة عند المرزباني ومن مشهور شعره عند ابن قتيبة لكنها جاءت مختصرة وهذا الأمر يدل على ضياع جانب من شعر الصلتان وبالتالي ضياع جانب من شعر عبد القيس، وليس للصلتان ديوان شعر، ولكن القالي عمل له كتابا.
والجدير بالذكر هو أن القبيلة وبعد نزولها البحرين (الأحساء والقطيف والبحرين وقطر حاليا) مالت للتحضر والاستقرار أكثر منها للبداوة التي كانت تعيشها في تهامة وذلك يعود لعدة عوامل أهمها طبيعة البحرين الجغرافية من انفتاح بحري وخصوبة أراض ووفرة المياه لذلك فقد عرفت عبد القيس في الجاهلية بتميزها في زراعة النخيل ففيهم قالت العرب (عرف النخل أهله). وبقيت كذلك بعد الإسلام، لهذا كان أبناء القبائل الأخرى في قلب الجزيرة يعايرونهم بذلك، وقصة التحكيم بين الفرزدق وجرير مشهورة حين أتى الفرزدق بالصلتان العبدي وقد كان من كبار الشعراء سناً وشعراً، فلم تأت نتيجة التحكيم مرضية لا لجرير ولا للفرزدق الذي طلبه للتحكيم فكان صريحاً في حكمه وقال:
والحقيقة أن هذه الأبيات نزلت كالصاعقة على الطرفين حيث أنه أطرى على رفعة نسب الفرزدق في تميم وتواضع نسب جرير فيهم فأغضب بذلك جرير، وفي نفس الوقت امتدح جرير كشاعر ليس كمثله وأن الفرزدق ما دعاه إلا لينصره من صواعق ذلك الشاعر فأغضب بذلك الفرزدق، وحينها لم يجد الفرزدق ما ينبز به الصلتان العبدي إلا كونه بحرانياً فقال: (أما الشرف فقد عرفه وأما الشعر، فما للبحراني والشعر).
أما جرير فقد نبزه بهذا البيت:
فرد عليه الصلتان على الفور قائلاً:
ثم أكمل البيت خليد عينين العبدي قائلاً:
فرد عليه جرير:
ومن الأبيات السابقة نعلم أن عبد القيس كانت تفتخر بتحضرها وممارستها لفلاحة النخيل بينما كان الآخرون لايجدون آنذاك سوى المعايرة والنبز لهم بذلك، وبيت جرير الأخير واضح بإشارته إلى أنهم تركوا البداوة وركوب الخيل وتحولوا لحرث الأرض بالثيران وغيرها.

## وفاته
توفي الصلتان العبدي سنة 80 هجرية.